# Haplochernes boncicus
Haplochernes boncicus är en spindeldjursart som först beskrevs av Karsch 1881.  Haplochernes boncicus ingår i släktet Haplochernes och familjen blindklokrypare.

## Underarter
Arten delas in i följande underarter:
- H. b. boncicus
- H. b. hagai